# SMS Radetzky (1854.)
SMS Radetzky je bila austro-ugarska bojna fregata. Danas je njena olupina zaštićeno kulturno dobro.

## Opis dobra
Izgrađena je u Engleskoj 1854. u brodogradilištu Nothamu. Brod je dužine 58,5 m i širine 12,5 m. Osim jedara imao je i propelu pogonjenu parnim strojem snage 300 KS, a bio je naoružan s 41 topom različitih kalibara. Sudjelovao je u bitci kod Helgolanda 1864. g. i u čuvenoj Viškoj bitci 1866. godine nakon koje je sudjelovao u misijama na Levantu i Jadranu. Brod je potonuo 20. veljače 1869. g. nakon eksplozije skladišta baruta i granata, od 355 članova posade sastavljene većinom od mladića iz Dalmacije preživjela su samo 23 člana koje su spasili ribari. Danas je na dnu mora na ispod 90 metara. Olupina je u vrlo lošem stanju zato što je to bio drveni brod. Sad izgleda tek kao jedna velika hrpa drva. Vidljivi su kovani djelovi poput topova, sidra i sl.

## Zaštita
Pod oznakom Z-6503 ostatci brodoloma austro-ugarske fregate Radetzky zavedeni su kao nepokretno kulturno dobro - pojedinačno/arheologija, pravna statusa zaštićena kulturnog dobra, klasificirano kao "arheološka baština"/"podvodna arheološka zona/nalazište".

## Vanjske poveznice
|  | Zajednički poslužitelj ima još gradiva o temi SMS Radetzky (1854.) |

- (eng.) Wrecksite